# Alcochete (freguesia)
Alcochete – parafia (freguesia) gminy Alcochete i jednocześnie miejscowość w Portugalii. W 2011 liczyła 12 239 mieszkańców, na obszarze 119,44 km². 